# Świadectwo tymczasowe
Świadectwo tymczasowe – papier wartościowy, który spółka akcyjna, oprócz akcji, może wydawać na poświadczenie dokonania częściowej wpłaty na akcje na okaziciela (k.s.h., art. 335. § 1. "Dokumenty akcji na okaziciela nie mogą być wydawane przed pełną wpłatą. Na dowód częściowej wpłaty należy wydać imienne świadectwa tymczasowe"). Świadectwo tymczasowe inkorporuje takie same prawa jak akcja. Z chwilą dokonania pełnej wpłaty na akcje podlegają one wymianie na akcje na okaziciela (art. 335 k.s.h.).
Dokumenty akcji lub świadectw tymczasowych, wydane przed zarejestrowaniem podwyższenia kapitału zakładowego, są nieważne.
Do świadectw tymczasowych stosuje się odpowiednio przepisy dotyczące dokumentu akcji, czyli:
- art. 328: "Akcja powinna być sporządzona na piśmie (wyjątkiem są akcje spółek publicznych[1], które mają postać zdematerializowaną) i zawierać następujące dane:
  - firmę, siedzibę i adres spółki,
  - oznaczenie sądu rejestrowego i numer, pod którym spółka jest wpisana do rejestru,
  - datę zarejestrowania spółki i wystawienia akcji,
  - wartość nominalną, serię i numer, rodzaj danej akcji i uprawnienia szczególne z akcji,
  - wysokość dokonanej wpłaty w przypadku akcji imiennych,
  - ograniczenia co do rozporządzania akcją,
  - postanowienia statutu o związanych z akcją obowiązkach wobec spółki,
  - podpis zarządu; podpis może być mechanicznie odtwarzany.

Treść dokumentu akcji może zostać również poszerzona o dodatkowe dane przez postanowienia statutu. Akcja jest nieważna gdy brakuje w niej takich elementów jak: oznaczenie emitenta, sądu i numeru w Krajowym Rejestrze Sądowym, pod którym wpisana jest spółka, oznaczenie wartości nominalnej akcji, seria, numer, rodzaj akcji i przypisane uprawnienia szczególne, podpis zarządu i pieczęć spółki";
- art. 339: "Przeniesienie akcji imiennej lub świadectwa tymczasowego następuje przez pisemne oświadczenie albo na samym dokumencie akcji, albo na świadectwie tymczasowym, albo w osobnym dokumencie oraz wymaga przeniesienia posiadania akcji lub świadectwa tymczasowego";
- art. 341. § 1. "Zarząd obowiązany jest prowadzić księgę akcji imiennych i świadectw tymczasowych (księga akcyjna), do której należy wpisywać nazwisko i imię albo firmę (nazwę) oraz siedzibę i adres akcjonariusza albo adres do doręczeń, wysokość dokonanych wpłat, a także, na wniosek osoby uprawnionej, wpis o przeniesieniu akcji na inną osobę wraz z datą wpisu";
- art. 406. § 1. "Uprawnieni z akcji imiennych i świadectw tymczasowych oraz zastawnicy i użytkownicy, którym przysługuje prawo głosu, mają prawo uczestniczenia w walnym zgromadzeniu spółki niepublicznej, jeżeli zostali wpisani do księgi akcyjnej co najmniej na tydzień przed odbyciem walnego zgromadzenia".